# الانتخابات العامة في جزيرة الأمير إدوارد 1882
الانتخابات العامة في جزيرة الأمير إدوارد هي عبارة عن انتخابات أُجريت في جزيرة الأمير إدوارد في 8 مايو 1882 لانتخاب أعضاء مجلس النواب في مقاطعة جزيرة الأمير إدوارد، كندا. وقد فاز بها حزب المحافظين.